# Hendrick van den Zype
Pour les articles homonymes, voir Van den Zype.
Hendrick Van den Zype (en latin Zypæus), né 1577 à Malines et décédé le 14 mars 1659 à Bruges, était un moine bénédictin, auteur spirituel et copiste d'écrits monastiques flamand.

## Biographie
Il naquit dans une vieille famille patricienne flamande et son père fut seigneur de Cauwendael. Son frère fut le savant canoniste Frans van den Zype.  Il fit de brillantes études aux universités de Douai et de Louvain.
Entré à l'abbaye de Saint-Jean d'Ypres, il y remplit quelque temps les fonctions de professeur de théologie, et en devint prieur. Les talents qu'il montra dans les différents emplois qui lui furent successivement confiés lui méritèrent l'estime de ses confrères.
L'abbaye de Saint-André près de Bruges étant sans abbé en 1616, il y fut élu par le chapitre, et il obtint l'autorisation de joindre la mitre épiscopale aux autres marques de sa dignité. Le nouvel abbé s'empressa de réparer les dégâts que les protestants avaient commis dans son abbaye, et il y ramena, en 1632, les religieux qui s'étaient réfugiés à Bruges pendant les troubles. Plein de zèle pour l'ancienne discipline monastique, il travailla sans relâche à la rétablir dans les maisons placées sous son autorité mais ayant entrepris d'introduire la réforme dans l'abbaye des Dames de Sainte-Godelève, il fut accusé de n'avoir, dans cette occasion, consulté que le désir d'étendre sa juridiction, et se vit forcé de se justifier devant le conseil épiscopal.
Charitable envers les pauvres, il leur distribuait, chaque année, une partie de ses revenus, et consacrait le reste à l'embellissement de son église, qu'il décora de plusieurs travaux d'un grand prix. Il mourut le 14 mars 1659, à l'âge de 83 ans, et fut inhumé devant le maître-autel sous un marbre décoré d'une épitaphe, qui est rapportée par Jean-François Foppens, dans la Bibliotheca belgica, p. 469.

## Œuvres importantes
On a de lui : 
- Sanctus Gregorius Magnus, Ecclesiae doctor, primus ejus nominis pontifex romanus, ex nobilissima et antiquissima in Ecclesia Dei familia Benedictina oriundus..., Ypres, 1611, in 8. Cet ouvrage est destiné à prouver que saint Grégoire le Grand avait été bénédictin avant de parvenir au siège de Saint-Pierre. Cependant les raisons que l'auteur apporte à l'appui de son sentiment ne sont rien moins que concluantes.
- Tractaet van de besluytinghe der vrouwen cloosters: met eene verclaeringhe vande professie der Benedictinen, Bruges, 1625, Plaidoyer pour la réintroduction du devoir de clôture dans les monastères bénédictins[3].
- De cita, consecratione et religioso statu sanctae Scholasticae, sororis sancti Benedicti, Bruges, 1631, in-8. Cet opuscule est suivi de l'examen de cette question : An magis expediat devotam in mundo quam religiosam in monasterio vitam agere. L'auteur la décide, comme on le pense bien, en faveur de la vie monastique. Cette opinion ayant paru dangereuse, l'ouvrage fut interdit par l'évêque de Bruges, qui défendit à l'auteur de le réimprimer ou de le traduire en d'autres langues. Zypæus essaya de se justifier dans un mémoire adressé au conseil épiscopal : Considérationes LIV pro quœstione, etc., Bruges, 1631, in-4 ; mais il ne put faire révoquer l'interdiction de son livre, devenu très rare.
- Zypæus a laissé à l'état de manuscrits deux traités, l'un : De dausura monialium, sujet traité depuis par Jean-Baptiste Thiers, et l'autre : De libertate confessionis monialibus tribuenda.

## Source
« Hendrick van den Zype », dans Louis-Gabriel Michaud, Biographie universelle ancienne et moderne : histoire par ordre alphabétique de la vie publique et privée de tous les hommes avec la collaboration de plus de 300 savants et littérateurs français ou étrangers, 2e édition, 1843-1865 [détail de l’édition]